# 杨浚瑄
杨浚瑄（2002年1月26日—），山东淄博人，中国女子游泳运动员，主攻短中距离自由泳。

## 生平
楊浚瑄的母親曾是排球選手，父親曾是籃球選手。她在6歲時開始練習遊泳，11歲時她全國少兒遊泳錦標賽上表現突出，獲得多枚獎牌。
在2014年山東省運動會上，她獲得包括4枚金牌和5枚銀牌在內的共9枚獎牌。
2018年，楊浚瑄加入海軍隊，同年她憑藉在全國比賽上的成績獲得該年亞運參賽資格。2018年8月，李冰潔、王簡嘉禾、張雨涵、楊浚瑄參加雅加達亞運會女子4×200米自由泳比賽，以7分48秒61的成績獲得金牌。
2019年3月27日，2019年全國遊泳冠軍賽，在女子200米自由泳中，楊浚瑄以1分56秒90的成績獲得冠軍。 3月29日，2019年全國遊泳冠軍賽，在女子100米自由泳中，楊浚瑄以54秒28的成績獲得冠軍。 7月8日，中國游泳隊公佈2019年遊泳世錦賽參賽名單，楊浚瑄入選。 7月24日，2019年世界遊泳錦標賽，在女子200米自由泳決賽中，楊俊瑄以1分55秒43的成績獲得第五名，打破自己保持的世界青年紀錄。 10月19日，軍運會，在女子4×100米混合泳接力決賽中，由楊浚瑄、陳潔、於靜瑤、張雨霏組成的中國隊以4分00秒16的成績獲得冠軍。10月23日，軍運會，在女子4×200米自由泳接力中，由楊浚瑄、張雨涵、張雨霏、王簡嘉禾組成的中國隊以7分57秒06成績獲得冠军
2020年10月1日，在2020年全國遊泳冠軍賽暨東京奧運達標賽上，楊浚瑄聯同徐嘉餘、閆子貝和張雨霏代表蘇鄂浙魯聯隊以3分38秒41的成績，打破美國隊2017年創造的男女混合4×100米混合泳世界紀錄。
2021年3月6日上午，全國遊泳爭霸賽肇慶站開始第二決賽日，楊浚瑄在女子200米自由泳決賽中，以1分54秒70的優異成績，打破日本選手池江璃花子創造的1分54秒85的亞洲紀錄，也打破她自己保持的1分54秒98的全國紀錄。
同年5月4日，2021年全國遊泳冠軍賽暨東京奧運會選拔賽之女子200米自由泳決賽中，楊浚瑄以1分54秒57的成績再次打破了該項目的亞洲紀錄。
7月，她隨中國游泳隊參加2020東京奧運會，在女子200米自由泳中位列第四，並於女子4x200米自由泳接力賽，由楊浚瑄(第一棒)、湯慕涵(第二棒)、張雨霏(第三棒)、李冰潔(第四棒)四人，遊出7分40秒33的成績奪得冠軍，並刷新世界紀錄 。
2022年5月3日被授予中國青年五四獎章。
2024年4月，《纽约时报》报道，楊浚瑄和另外22名中国游泳运动员在备战2021年东京奥运会期间被检测出使用了世界反兴奋剂机构（WADA）禁用的药物——曲美他嗪（trimetazidine）。尿检是在2020年12月至2021年1月间，由中国国家游泳协会举办的比赛中对39名运动员进行的。在新闻发布会上，世界反兴奋剂机构表示，在中国游泳运动员体内发现的曲美他嗪浓度不足以产生任何性能提升效果，这些结果是由于环境污染所致。
2024年6月，《纽约时报》发表了一篇文章，报道楊浚瑄以及游泳运动员汪顺和覃海洋的克伦特罗（Clenbuterol）测试结果呈阳性，但水平很低。世界反兴奋剂机构（WADA）描述这些运动员的克伦特罗水平“如此之低，以至于比最低报告水平低6到50倍”。WADA总干事奥利弗·尼格利（Oliver Niggli）在向《纽约时报》发表的一份声明中解释说，这些案例是由于意外污染，而不是故意摄入。尼格利说：“他们是经常在一个克伦特罗肉类污染普遍的国家中频繁接受测试的精英级游泳运动员，因此他们可能是数百名也测试出微量该物质的运动员之一，这并不令人惊讶。” 楊浚瑄在2017年进行这些测试时年仅14或15岁，并在2020年东京奥运会上赢得了金牌和银牌。